# Nymphaea sulphurea
Nymphaea sulphurea är en näckrosväxtart som beskrevs av Ernest Friedrich Gilg. Nymphaea sulphurea ingår i släktet vita näckrosor, och familjen näckrosväxter. Inga underarter finns listade i Catalogue of Life.